# Сергий II (папа)
Сергий II (на латински: Sergius PP. II) е римски папа от януари 844 г. до 27 януари 847 г.